# 507 Лаодіка
507 Лаодіка (507 Laodica) — астероїд головного поясу, відкритий 19 лютого 1903 року Раймондом Смітом Дуґаном у Гейдельберзі.
Тіссеранів параметр щодо Юпітера — 3,178.